# Shalane Flanagan
Shalane Flanagan (Boulder, 8 juli 1981) is een Amerikaanse middellange- en langeafstandsloopster. Ze is meervoudig Amerikaans kampioene in verschillende disciplines op de baan, weg en bij het veldlopen. Ook is ze Noord- en Midden-Amerikaans recordhoudster op de 3000 m indoor, de 5000 m indoor en de 15 km op de weg. Ze nam viermaal deel aan de Olympische Spelen en behaalde hierbij eenmaal een bronzen medaille. Deze medaille werd later opgewaardeerd naar een zilveren medaille vanwege een positieve uitslag op dopinggebruik van een concurrente na een hertest.

## Biografie

### Jeugd
Shalane Flanagan groeide op in Marblehead. Haar moeder, Cheryl Treworgy, was een voormalig marathonloopster, wereldrecordhoudster en vijfvoudig Amerikaanse kampioene. Haar vader Steve Flanagan was een Amerikaans kampioen veldlopen en marathonloper (PR 2:18). Op de Marblehead High School deed ze aan voetbal, zwemmen en veldlopen. Voordat ze overstapte op de University of North Carolina at Chapel Hill. Tijdens haar studie won ze tweemaal de universiteits-(NCAA-)kampioenschappen veldlopen en eenmaal de 3000 m indoor.

### Eerste internationale ervaringen
Flanagans eerste internationale wedstrijd was het wereldkampioenschap veldlopen van 2000 voor junioren in Vilamoura. Hier werd ze 29e. Op de Olympische Spelen van 2004 vertegenwoordigde ze de Verenigde Staten op de 5000 m, maar sneuvelde hierbij in de voorrondes. Ook op de wereldkampioenschappen van 2005 in Helsinki kwam ze met een tijd van 15.20,59 net niet door de kwalificatieronde heen. Op het WK veldlopen dat jaar werd ze twintigste en behaalde met het Amerikaanse team, naast haarzelf bestaande uit Lauren Fleshman, Blake Russell en Shayne Culpepper, een bronzen medaille in het landenklassement. Wegens blessures liep ze in 2006 geen wedstrijden.

### Professional
In 2007 drong Shalane Flanagan door tot de finale van de 5000 m op de WK in Osaka, waar ze achtste werd met een tijd van 15.03,86. Deze wedstrijd werd gewonnen door de Ethiopische Meseret Defar in 14.57,91. In het jaar erop werd ze professional, voor de eerste maal Amerikaanse kampioene op de lange afstand bij het veldlopen en verbeterde zij het Noord- en Midden-Amerikaanse record op de 3000 (8.33,25) en de 5000 m (14.44,80).

### Amerikaans record en beste wereldjaarprestatie
Op 5 mei 2008 liep Flanagan zich op 26-jarige leeftijd bij een atletiekwedstrijd van de Stanford-universiteit in Californië flink in de kijker door haar eerste 10.000 m ooit te finishen in een verbazingwekkende 30.34,49. Ze verbeterde hiermee niet alleen het zes jaar oude Amerikaanse record van Deena Kastor met bijna zestien seconden, maar realiseerde bovendien de beste wereldjaarprestatie op deze afstand. De Nieuw-Zeelandse atlete Kim Smith, die Flanagan gedurende vrijwel de gehele race goed partij gaf, verbeterde met 30.35,54 het record van Oceanië.

### Medaille op Olympische Spelen

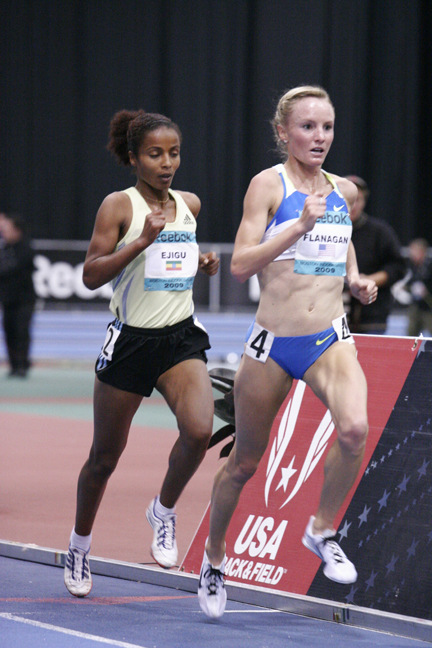
Shalane Flanagan in actie tijdens de Boston Indoor Games 2009.

Op de Olympische Spelen van 2008 in Peking won ze een bronzen medaille. Met een verbetering van het Amerikaanse record tot 30.22,22, tevens een record voor Noord- en Midden-Amerika, eindigde ze achter de Ethiopische Tirunesh Dibaba (goud; 29.54,66) en Elvan Abeylegesse (zilver; 29.56,34). In 2017 werd Abeylegesse uit de uitslag geschrapt en werd de bronzen medaille een zilveren medaille.
In 2009 verbeterde Flanagan op 7 februari tijdens de Boston Indoor Games het Noord- en Midden-Amerikaanse record op de 5000 m en stelde het op 14.47,62. Gedurende het outdoorseizoen wist ze haar goede vorm echter niet vast te houden en tijdens de WK in Berlijn eindigde ze op de 10.000 m onder haar kunnen op een veertiende plaats.

### Drie Amerikaanse titels
Het jaar erna ging Shalane Flanagan opnieuw sterk van start. Allereerst werd zij op 17 januari 2010 in Houston Amerikaans kampioene op de halve marathon. Het was de eerste maal dat Flanagan zich aan een afstand van langer dan 10 km waagde. Een maand later werd ze voor de tweede maal Amerikaans veldloopkampioene op de lange afstand. Aan het eind van de wedstrijd over 10 km had ze maar liefst 51 seconden voorsprong op haar naaste concurrente Molly Huddle.
In juni 2010 gaf Flanagan aan dat ze dat jaar zou debuteren op de marathon bij de New York Marathon. Haar voorbereiding op deze wedstrijd was goed, getuige haar vierde plaats bij de halve marathon van Philadelphia in een tijd van 1:08.36, twee seconden langzamer dan het nationale record van Deena Kastor. Bij het marathondebuut van Flanagan in New York, liep de atlete een tijd van 2:28.40. Dit was goed voor een tweede plaats achter Edna Kiplagat en een derde nationale titel, omdat de Amerikaanse kampioenschappen onderdeel waren van de New York City Marathon.

### Kampioenschapssucess
Shalane Flanagan was succesvol bij de WK veldlopen van 2011 in Punta Umbría. Ze eindigde als derde op de lange afstand, achter Vivian Cheruiyot en Linet Masai. Mede door haar prestatie eindigde het Amerikaanse damesteam als derde in het landenklassement. Later in het jaar won ze de 10.000 m bij de Amerikaanse kampioenschappen in 30.59,57, waarmee ze kwalificatie afdwong voor de wereldkampioenschappen van Daegu. Bij deze kampioenschappen eindigde Flanagan uiteindelijk als zevende in 31.25,57.

### Olympische marathon

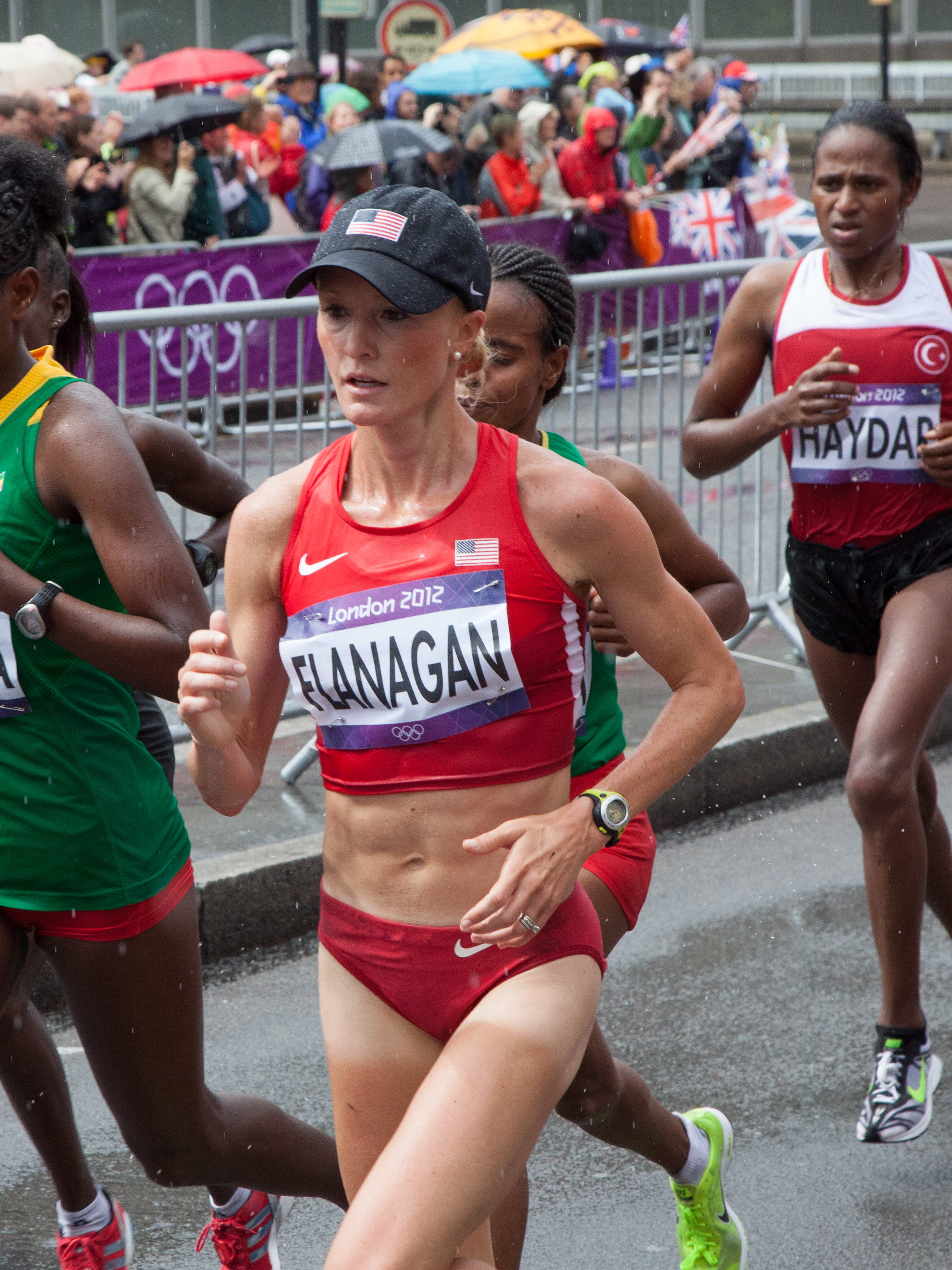
Flanagan tijdens de olympische marathon in Londen.

Flanagan gaf aan op de Olympische Spelen van Londen de marathon te willen lopen. Om dit te bewerkstelligen deed ze in januari 2012 mee aan de Amerikaanse olympische kwalificatiemarathon in Houston. Ze won deze wedstrijd in een kampioenschapsrecord van 2:25.38. Flanagan won twee maanden later ook de halve marathon van Lissabon in een tijd van 1:08.52. Op de Olympische Spelen kwam ze dertien seconden tekort om haar persoonlijk record te verbeteren. Ze eindigde als tiende in 2:25.51, nadat ze een groot deel van de wedstrijd in de top vijf liep. Later gaf ze aan teleurgesteld te zijn, omdat ze eigenlijk om de medailles had willen strijden. Flanagan wilde de teleurstelling eruit lopen bij de wereldkampioenschappen halve marathon van 2012, maar het tegenovergestelde gebeurde. De medaillefavoriete eindigde als 25e in 1:14.41. Ze verklaarde dat ze waarschijnlijk nog niet genoeg was hersteld van de marathon die ze twee maanden ervoor in Londen had gelopen.
In 2013 was Flanagan wel weer op haar oude niveau. Ze deed mee aan de Rock ‘n’ Roll Mardi Gras Half Marathon in New Orleans. Ze verbeterde haar persoonlijke record hier met vijf seconden tot 1:08.31 achter Meseret Defar. In april deed ze haar vierde marathon: de marathon van Boston. Ze eindigde als vierde in 2:27.08. Ze kwalificeerde zich in juni bij de Amerikaanse kampioenschappen op de 10.000 m voor de wereldkampioenschappen van Moskou, door voor de derde maal nationaal kampioene te worden op deze afstand. In Moskou eindigde Flanagan als achtste in 31.34,83.

### Continentaal record
Shalane Flanagan won in 2014 de Amerika kampioenschappen 15 km in een tijd van 47.00, wat een verbetering was van het Noord- en Midden-Amerikaanse record dat stond op 47.15, gelopen door Deena Kastor. Flanagan verbeterde in hetzelfde jaar haar persoonlijke record tijdens de Boston Marathon tot 2:22.02, al wordt dat niet officieel erkend doordat het parcours te veel (140 m) afdaalt en de finish en start te ver uit elkaar liggen, waardoor een gunstige wind mogelijk is.
Shalane Flanagan woont momenteel in North Carolina met haar man Steven Ashley Edwards, eveneens een voormalig universiteitskampioen.

## Titels
- Amerikaans kampioene 5000 m - 2005, 2007
- Amerikaans kampioene 10.000 m - 2008, 2011, 2013
- Amerikaans indoorkampioene 3000 m - 2007
- Amerikaans kampioene 15 km - 2014
- Amerikaans kampioene halve marathon - 2010
- Amerikaans kampioene marathon - 2010, 2012
- Amerikaans kampioene veldlopen (korte afstand) - 2004, 2005
- Amerikaans kampioene veldlopen (lange afstand) - 2008, 2010, 2011, 2013
- NCAA-kampioene veldlopen - 2002, 2003
- NCAA-indoorkampioene 3000 m - 2003

## Persoonlijke records
Baan
| Onderdeel | Prestatie        | Datum            | Plaats |
| --------- | ---------------- | ---------------- | ------ |
| 1500 m    | 4.05,86          | 10 juni 2007     | Eugene |
| 3000 m    | 8.35,34          | 25 juli 2007     | Monaco |
| 5000 m    | 14.44,80 (ex-AR) | 13 april 2007    | Walnut |
| 10.000 m  | 30.22,22 (ex-AR) | 15 augustus 2008 | Peking |

Weg
| Onderdeel      | Prestatie  | Datum             | Plaats       |
| -------------- | ---------- | ----------------- | ------------ |
| 10 km          | 32.52 (AR) | 26 juni 2016      | Boston       |
| 15 km          | 47.00 (AR) | 15 maart 2014     | Jacksonville |
| 20 km          | 1:05.59    | 28 september 2014 | Berlijn      |
| halve marathon | 1:08.31    | 24 februari 2013  | New Orleans  |
| 25 km          | 1:22.36    | 28 september 2014 | Berlijn      |
| 30 km          | 1:39.15    | 28 september 2014 | Berlijn      |
| marathon       | 2:21.14    | 28 september 2014 | Berlijn      |

Indoor
| Onderdeel   | Prestatie     | Datum            | Plaats     |
| ----------- | ------------- | ---------------- | ---------- |
| 1500 m      | 4.13,55       | 31 januari 2004  | Boston     |
| 1 Eng. mijl | 4.37,41       | 17 februari 2001 | Blacksburg |
| 2000 m      | 5.56,11       | 7 februari 2009  | Boston     |
| 3000 m      | 8.33,25 (AR)  | 27 januari 2007  | Boston     |
| 5000 m      | 14.47,62 (AR) | 7 februari 2009  | Boston     |

## Palmares

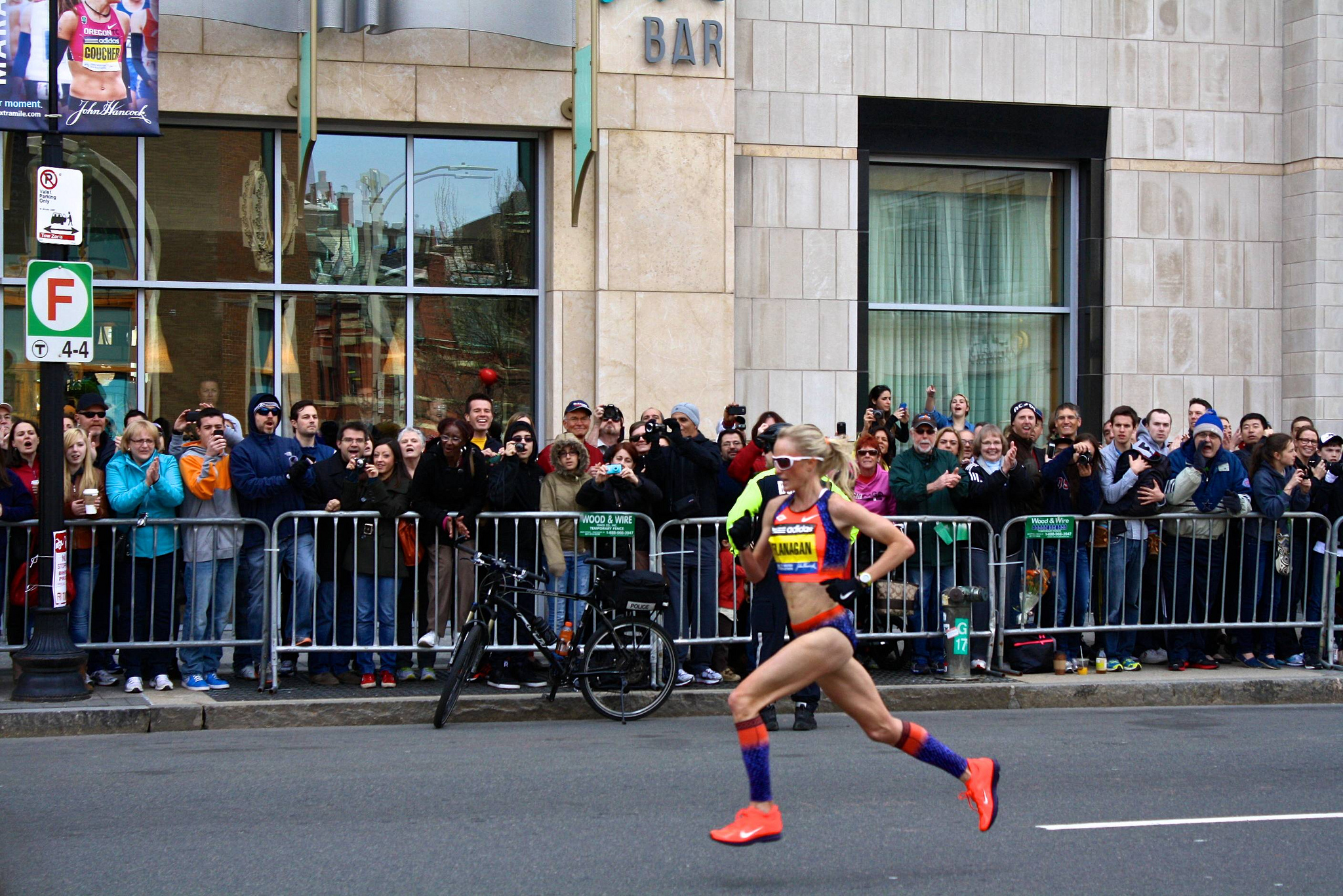
Flanagan tijdens de Boston Marathon 2013.

### 1500 m
Golden League-podiumplek
- 2007:  Weltklasse Zürich – 4.10,86

### 3000 m
- 2007:  Amerikaanse kamp. - 8.56,74

### 5000 m
Kampioenschappen
- 2005:  Amerikaanse kamp. - 15.10,96
- 2007:  Amerikaanse kamp. - 14.51,75
- 2007: 8e WK - 15.03,86
- 2008: 10e OS - 15.50,80

Diamond League-podiumplek
- 2010:  Prefontaine Classic – 14.49,08

### 10.000 m
- 2008:  Amerikaanse kamp. - 31.34,81
- 2008:  OS - 30.22,22 (na DQ Elvan Abeylegesse)
- 2009: 14e WK - 31.32,34
- 2011:  Amerikaanse kamp. - 30:59,97
- 2011: 7e WK - 31.25,57
- 2013:  Amerikaanse kamp. - 31.43,20
- 2013: 8e WK - 31.34,83
- 2015: 6e WK - 31.46,23

### 10 km
- 2015:  Tilburg Ten Miles - 31.03 (AR)

### halve marathon
- 2010:  Amerikaanse kamp. - 1:09.41
- 2010: 4e halve marathon van Philadelphia - 1:08.36
- 2012:  halve marathon van Lissabon - 1:08.52
- 2012: 25e WK in Kavarna - 1:14.41
- 2013:  Rock ‘n’ Roll Mardi Gras halve marathon - 1:08.31
- 2019: 10e halve marathon van New York - 1:13.13

### marathon
- 2010:  New York City Marathon - 2:28.40 (+  Amerikaanse kamp.)
- 2012:  Amerikaanse kamp. - 2:25.38
- 2012: 9e OS - 2:25.51
- 2013: 4e Boston Marathon - 2:27.08
- 2014: 6e Boston Marathon - 2:22.02 (na DQ van Rita Jeptoo}
- 2014:  marathon van Berlijn - 2:21.14
- 2015: 9e Boston Marathon - 2:27.47
- 2016: 6e OS - 2:25.26
- 2017:  New York City Marathon - 2:26.53
- 2021: 17e marathon van Berlijn - 2:38.32
- 2021: 190e marathon van Londen - 2:35.04 ( cat. 40-44 jr.)
- 2021: 34e Chicago Marathon - 2:46.39
- 2021: 33e Boston Marathon - 2:40.36
- 2021: 57e New York City Marathon - 2:33.34 ( cat. 40-44 jr.)

### veldlopen
- 2000: 29e WK junioren - 22.10
- 2004: 14e WK korte afstand - 13.34
- 2005: 20e WK korte afstand - 14.05
- 2010: 12e WK - 25.20
- 2011:  WK - 25.10

- Gemeinsame Normdatei: 1147979286
- World Athletics: 14310164
- International Standard Name Identifier: 0000 0004 9415 2012
- Library of Congress Control Number: no2016114166
- Nationale Bibliotheek van Tsjechië: xx0211632
- Système universitaire de documentation: 203999738
- Virtual International Authority File: 274147423050744881493
- WorldCat: E39PBJwtrXXfxtTTbQhjqRTrbd